# Чернышёв, Борис Исидорович
Борис Исидорович Чернышёв (27 января 1888, Ясенская Кубанская область Российская империя — 31 августа 1950, Киев, УССР, СССР) — советский геолог и палеонтолог, академик АН УССР (1939—1950) и её вице-президент (1939—1946).

## Биография
Родился Борис Чернышёв 27 января 1888 года в станице Ясенская. В 1916 году окончил Екатеринославский горный институт. С 1923 года переходит на профессорскую работу и занимает должность профессора в некоторых крупнейших университетах: с 1923 по 1930 год ДнепрГУ, с 1930 по 1939 год ЛенГУ и с 1946 по 1950 год КиевГУ. Одновременно с последней должностью с 1939 по 1950 год заведовал отделом института геологических наук, при этом с 1939 по 1946 год занимал должность директора данного института. Был главным редактором журнала «Вестник АН УРСР».
Скончался Борис Чернышёв 31 августа 1950 года в Киеве.

## Награды
- Орден Трудового Красного Знамени (2 октября 1944) — за выдающиеся заслуги в области развития советской науки, культуры и техники, за воспитание высококвалифицированных кадров научных работников, в связи с 25-летием со основания Академии Наук УССР

## Научные работы
Основные научные работы посвящены палеозоологии.
- Изучал ископаемых пелиципод, брахиопод и ракообразных мезозойских отложений Донбасса, Средней Азии, Урала и Дальнего Востока.